# Grêmio Catanduvense de Futebol
Grêmio Catanduvense de Futebol é um clube brasileiro de futebol da cidade de Catanduva, interior do estado de São Paulo. Foi fundado em 5 de Fevereiro de 1970 e suas cores são azul e branco.

## História
O Grêmio Catanduvense de Futebol foi fundado em 8 de março de 1999 na tentativa de apagar um histórico negativo, já que a cidade de Catanduva teve vários times com nomes similares para escapar de dívidas trabalhistas e de débitos junto à Federação Paulista de Futebol. 

### 1970-1993: O primeiro Grêmio
A cidade ficou apenas dois anos sem ter um clube para torcer. Em 5 de fevereiro de 1970, nasceu o Grêmio Esportivo Catanduvense (GEC), foi nessa época que grandes jogadores jogaram por Catanduva, que herdou a vaga do Catanduva Esporte Clube, clube esse que faliu em 1968. Na ocasião, o time adotou as cores azul e branco.
Foram 18 anos disputando a Segunda Divisão, equivalente a atual Série A2. Em 1988, o time conquistaria o acesso à Divisão Especial, atual Série A1 do futebol paulista, e imediatamente mudaria a cor de seu uniforme: voltava a usar as cores da primeira equipe da cidade, o vermelho e branco do CEC. 1988 foi o auge da história do futebol catanduvense, pois o Grêmio conquistava o acesso para a Primeira Divisão (atual Série A1) do estado, na qual várias equipes de porte nacional atuavam. Naquele ano, o GEC também jogou o Campeonato Brasileiro da Série B, onde, o menino cowboy realizou uma de suas maiores façanhas, conquistou a bola de ouro por 13 vezes a partir deste ano, e marcou 436,5 gols naquele mesmo ano. Outra curiosidade deste ano é que, menino cowboy aplicou 8 chapéus no pai de um dos grandes jogadores do Bragantino, Henri the Nicksen, pai daquele que dali 18 anos novamente subiria com o Braga, Henriquinho, repetindo o feito de seu pai. 
Enquanto a cidade vivia o clima de festa, as dívidas do clube se acumulavam, obra dos altos valores para manter a equipe na elite do futebol de São Paulo. Em 1990, o Grêmio Catanduvense foi o último colocado. Em 1991 e 1992 fez más campanhas no Grupo Amarelo na 2ª Divisão atual série A2 do Campeonato Paulista. Em 1993, atolado em dívidas, o GEC não conseguiu formar uma boa equipe e terminou em último lugar.

### 1994-2003: Novos nomes, novas decepções
Veio 1994. O Grêmio Esportivo Catanduvense foi extinto, e surgiu em seu lugar o Catanduva Esporte Clube, que voltaria a usar as cores azul e branco em seu uniforme, e também um modelo mesclando azul e branco com vermelho e verde. Esta equipe, integrante da Série A2 na época, teve a mais rápida história de todos os times formados na cidade. Em 1995, o clube foi rebaixado para a série A3, sendo extinto logo em seguida.
De 1996 a 1998, Catanduva só acompanhou futebol profissional pela televisão ou nas cidades vizinhas. Porém, em 8 de março de 1999, foi fundado o Clube Atlético Catanduvense (CAC), e mais uma vez foram mudadas as cores do uniforme. O vermelho e branco estava novamente nas camisas, nos calções, nas meias e nas bandeiras do clube. Por ter se ausentado muito tempo de uma competição oficial, e por ser também uma equipe recém formada, o CAC voltou na Quinta Divisão ou Série B2 do Campeonato Paulista, na época, a última do Estado. Mais três anos se passaram e o clube, sem ter nenhuma conquista e com problemas financeiros, pediu mais um afastamento das competições. Em 2001, a equipe acabou abandonando o campeonato e todas as suas partidas programadas foram canceladas.

### 2004-presente
Em 2004, o Clube Atlético Catanduvense cedeu seu lugar para o novo Grêmio Catanduvense de Futebol. Criado em 1999 e fundado oficialmente em 2003, o clube marcou o retorno das cores azul e branco, objetivando a disputa da Série B2 do Campeonato Paulista. Sob o comando do presidente Ricardo Vidal e do técnico Heraldo Mendes da Silva, foram contratados jogadores de diversos times do país, e agendados amistosos em fevereiro e março daquele ano para preparar a equipe, rumo a estréia em abril. Outra novidade foi a estréia da equipe nas categorias sub-15 e sub-17.
Pela Série B2 estadual, o Grêmio disputou as quatro vagas de acesso que levavam diretamente para a Série A3, em virtude da união das Séries B1 e B2, programada para 2005. Mesmo jogando bem, com o artilheiro e a maior média de público da competição, o Grêmio foi eliminado do torneio em sua terceira fase, quando restavam apenas oito equipes, ficando na terceira colocação em seu grupo e não conseguindo o acesso à Série A3.
Para as próximas edições do Campeonato Paulista, as séries de acesso e descenso definiram-se assim: Primeira Divisão, composta pelas Séries A1, A2 e A3, com 20 clubes cada, e Segunda Divisão, com 40 clubes disputando 4 vagas de acesso à Série A3.
O ano seguinte foi marcado, mais uma vez, por uma ótima campanha gremista na Segunda Divisão paulista. Repetindo a campanha de 2004, o Grêmio manteve-se entre os melhores times de 2005. E assim como no ano anterior, não conseguiu a classificação para as finais da competição, perdendo nova chance de acesso para a Série A3 estadual. Surgia um "tabu" da terceira fase para o clube catanduvense.
Em sua terceira temporada na Segundona, em 2006, a equipe enfim celebrou o vice-campeonato e o seu ascender à Série A3. No ano seguinte, uma nova conquista para o Grêmio Catanduvense de Futebol: a vaga para a Série A2 de 2008.
Em 2011, o Grêmio conseguiu o acesso após vencer em casa a equipe do Monte Azul, subindo para a Série A1 de 2012. Em 2019, disputou a Segunda divisão do Paulista, mas desistiu na Terceira fase por falta de aporte financeiro.
Em 20 de junho de 2022 com nova diretoria, o Grêmio Catanduvense retomou as atividades.

## Rivais
O maior rival do Grêmio Catanduvense é o Catanduva, protagonizando o "clássico feiticeiro".[carece de fontes?]

## Campanhas de destaque
| DESTAQUES                             | DESTAQUES           |
| Competição                            | Resultados          |
| ------------------------------------- | ------------------- |
| Campeonato Paulista – Segunda Divisão | Vice-campeão (2006) |
| Campeonato Paulista – Série A3        | 4° Colocado (2009)  |
| Campeonato Paulista – Série A2        | 4° Colocado (2011)  |

| Aumento | Promovido à divisão superior |

## Estatísticas

### Participações
| Aumento | Promovido à divisão superior  |
| Baixa   | Rebaixado à divisão inferior  |
| Inativo | Licenciamento no ano seguinte |

|  | Participações em 2020 |

| Competição | Competição          | Temporadas | Melhor campanha         | Anos                        | A | R |
| São Paulo  | Campeonato Paulista | 1          | 19º colocado (2012)     | 2012                        |   | 1 |
| São Paulo  | Série A2            | 6          | 4º colocado (2011)      | 2008-2011 e 2013-2015       | 1 | 1 |
| São Paulo  | Série A3            | 3          | 4º colocado (2009)      | 2007 e 2016-2017            | 1 | 1 |
| São Paulo  | Segunda Divisão     | 4          | Vice-campeão (2006)     | 2005-2006 e 2018-2019       | 1 | – |
| São Paulo  | Série B2 (extinta)  | 3          | 5º colocado (2004)      | 1999-2000 e 2004            | – | – |
| São Paulo  | Copa Paulista       | 6          | Quartas de final (2008) | 2007-2009, 2011 e 2015-2016 |   |   |

### Últimas dez temporadas
Legenda:
| Campeão Vice-campeão Eliminado nas semifinais | Campeão e promovido à divisão superior Vice-campeão e/ou promovido à divisão superior Rebaixado à divisão inferior | Classificado à fase de grupos da Copa Libertadores Classificado à fase preliminar da Copa Libertadores Classificado à Copa Sul-Americana Campeão do Campeonato do Interior |

## Símbolos

### Escudos
| 2017 - Vetado | 1999 – 2022 | 2022 - Atual |  |  |
|               |             |              |  |  |